# لطيفة لبصير
 لطيفة لبصير (1965-)، كاتبة وباحثة مغربية، وأستاذة جامعية بجامعة الحسن الثاني بالدار البيضاء من مواليد الدار البيضاء، المغرب. حصلت على عدد من الجوائز من أبرزها: جائزة الشيخ زايد للكتاب عام 2025م.

## حياتها
ولدت لطيفة لبصير بمدينة الدار البيضاء عام 1965. حصلت على دبلوم الدراسات العليا سنة 1996 في موضوع التحليل النصي من منظور نفساني، قراءة في أعمال الروائي غالب هلسا .حصلت على دكتوراه الدولة في الأدب من كلية الآداب جامعة الحسن الثاني عام 2006.
وهي أستاذة التعليم العالي في جامعة الحسن الثاني، كلية بنمسيك الدار البيضاء، تدرس مادة السرد ومناهج النقد الأدبي والأجناس الأدبية والفن.
نالت شهادة الدكتوراه في موضوع السيرة الذاتية النسائية. تنشط برنامج الصالون الثقافي في قناة دوتشيه فيله الألمانية بشراكة مع قناة المغربية.
نشرت العديد من المقالات في العديد من المجلات المغربية والعربية، وتشرف على صفحة «مبدعات في الطريق» التي تعنى بالقصة القصيرة. ونشرت العديد من المؤلفات في القصة القصيرة مثل: «رغبة فقط»، «ضفائر»، «أخاف من»، «عناق»، «يحدث في تلك الغرفة». وفي النقد: «محكيات نسائية، السيرة الذاتية النسائية/ الجنس الملتبس».
كما شاركت في عدد من الندوات الدولية والمحلية، وحاضرت في العديد من المراكز مثل مركز الشيخ إبراهيم بالبحرين ومركز الشيخ زايد بأبو ظبي، وترأست لجان جوائز في السرد والقصة القصيرة.

## مؤلفاتها

### مجموعات قصصية
- رغبة فقط: (مجموعة قصصية) 2003.[4]
- ضفائر: (مجموعة قصصية) 2006.
- أخاف من: (مجموعة قصصية)، من منشورات ملتقى الفن 2010
- عناق: (مجموعة قصصية) - المركز الثقافي العربي، بيروت/الدار البيضاء 2012.[5]
- محكيات نسائية لها طعم النارنج: المركز الثقافي العربي 2014.
- يحدث في تلك الغرفة: قصص صدرت عن دار النشر فاصلة، 2018. فائزة بجائزة القراء الشباب للكتاب المغربي
- وردة زرقاء: مختارات قصصية ترجمت إلى اللغة الفرنسية من قبل الدكتور عبد الله الغزواني، صدرت عن فاصلة 2018.
- الجنس الملتبس/ السيرة الذاتية النسائية: صدر عن المركز الثقافي للكتاب، 2018.
- كتاب: الحياة تحاكي الابداع،  دائرة الشارقة، 2021
- كوفيد الصغير، مجموعة قصصية، المركز الثقافي للكتاب، 2021.[6]
- لودفيغ دويتش كتاب صدر عن جائزة الملك فيصل ومعهد العالم العربي والمركز الثقافي للكتاب 2020.[7]
- الحياة ليست دائما رقمية، 2023.[8]
- "لكل امرأة كتاب"  صدر عن المركز الثقافي للكتاب،  بيروت، 2023.[9]
- طيف سبيبة: رواية لليافعين عن المركز الثقافي للكتاب 2024.[10][11]

## جوائز
فازت بجائزة القراء الشباب للكتاب المغربي عام 2019 عن مجموعتها القصصية «يحدث في تلك الغرفة»، التي نشرتها دار فاصلة في طنجة، وتسلمت الجائزة من وزير الثقافة والاتصال محمد الأعرج.
حصلت على جائزة الشيخ زايد للكتاب (أدب الطفل والناشئة) عام 2025م، وذلك عن كتابها «طيف سَبيبة».